# Lassie perd et gagne
Pour plus de détails, voir Fiche technique et Distribution.
Lassie perd et gagne (The Sun Comes Up) est un film américain en Technicolor réalisé par Richard Thorpe, sorti en 1949.

## Synopsis
La soprano Helen Lorfield Winter se réfugie à la campagne avec son chien Lassie après la mort accidentelle de son fils, survenue quelques années seulement après celle de son mari. Elle va reprendre goût à la vie sociale après avoir fait connaissance de Jerry, un jeune orphelin qui s'occupe de son chien.

## Fiche technique
- Titre français : Lassie perd et gagne
- Titre original : The Sun Comes Up
- Réalisation : Richard Thorpe
- Scénario : William Ludwig, Margaret Fitts, d'après le feuilleton "Mountain Prelude" de Marjorie Kinnan Rawlings, paru dans le Saturday Evening Post (1947)
- Musique : André Previn
- Direction artistique : Cedric Gibbons, Randall Duell
- Décors : Edwin B. Willis
- Costumes : Irene Lentz
- Photographie : Ray June
- Son : Douglas Shearer
- Montage : Cotton Warburton
- Production: Robert Sisk
- Société de production : Metro-Goldwyn-Mayer
- Société de distribution : Loew's Inc.
- Pays de production :  États-Unis
- Langue originale : anglais américain
- Format : couleur (Technicolor) — 35 mm — 1,37:1 — son : mono (Western Electric Sound System)
- Durée : 93 minutes
- Genre : comédie dramatique, film musical
- Dates de sortie : 
  - États-Unis : 27 janvier 1949 (première mondiale à Houston, Texas)
  - France : 8 décembre 1950

## Distribution
- Jeanette MacDonald : Helen Lorfield Winter
- Lloyd Nolan : Thomas I. Chandler
- Claude Jarman Jr. : Jerry
- Lewis Stone : Arthur Norton
- Percy Kilbride : M. Willie B. Williegoode
- Nicholas Joy : Victor Alvord
- Margaret Hamilton : Mme Golightly
- Hope Landin : Mme Pope
- Esther Somers : Susan, la bonne
- Lassie : chien colley

## Bande originale
toutes ces chansons sont interprétées par Jeanette MacDonald
- Tes jolies yeux : musique de René Alphonse Rabey
- Un bel di, extrait de l'opéra Madame Butterfly : musique de Giacomo Puccini, livret de Luigi Illica et Giuseppe Giacosa
- Als die Alte Mutter : musique d'Antonín Dvořák, paroles en allemand d'Adolf Heyduck
- Songs My Mother Taught Me : musique d'Antonín Dvořák, paroles en anglais de Natalie MacFarren
- Cousin Ebenezer : musique d'André Previn, paroles de William Katz
- If You Were Mine : musique d'Anton Rubinstein, paroles de Paul Bourget

## À noter
Ce film est la dernière apparition à l'écran de Jeanette MacDonald, qui quitta le cinéma pour poursuivre sa carrière sur scène.